# Fannia thelaziae
Fannia thelaziae is een vliegensoort uit de familie van de Fanniidae. De wetenschappelijke naam van de soort is voor het eerst geldig gepubliceerd in 1976 door Turner.